# Milionia lamprima
Milionia lamprima är en fjärilsart som beskrevs av Rothschild och Jordan 1907. Milionia lamprima ingår i släktet Milionia och familjen mätare. Inga underarter finns listade i Catalogue of Life.